# Elmalı (district)
Elmalı is een Turks district in de provincie Antalya en telt 36.213 inwoners (2007). Het district heeft een oppervlakte van 1647,4 km². Hoofdplaats is Elmalı.
De bevolkingsontwikkeling van het district is weergegeven in onderstaande tabel.
| 1997   | 2000   | 2007   |
| ------ | ------ | ------ |
| 36.560 | 40.041 | 36.213 |